# Amphiprion akallopisos

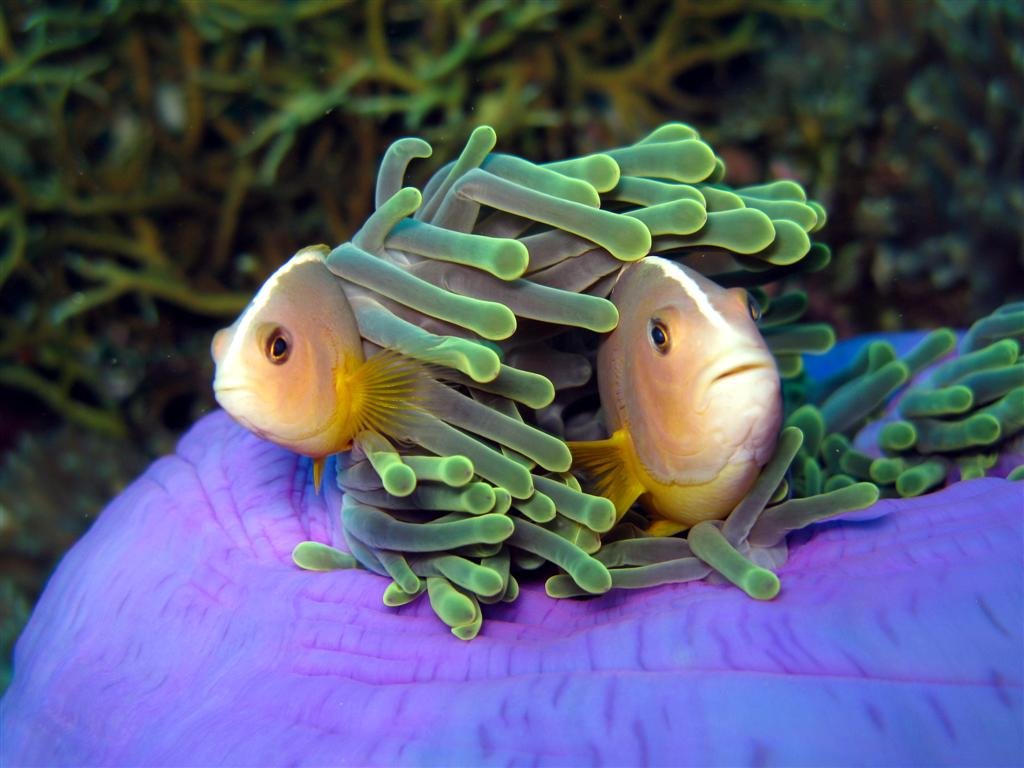
Pareja de A. akallopisos refugiada en su anémona Heteractis magnifica, Tailandia

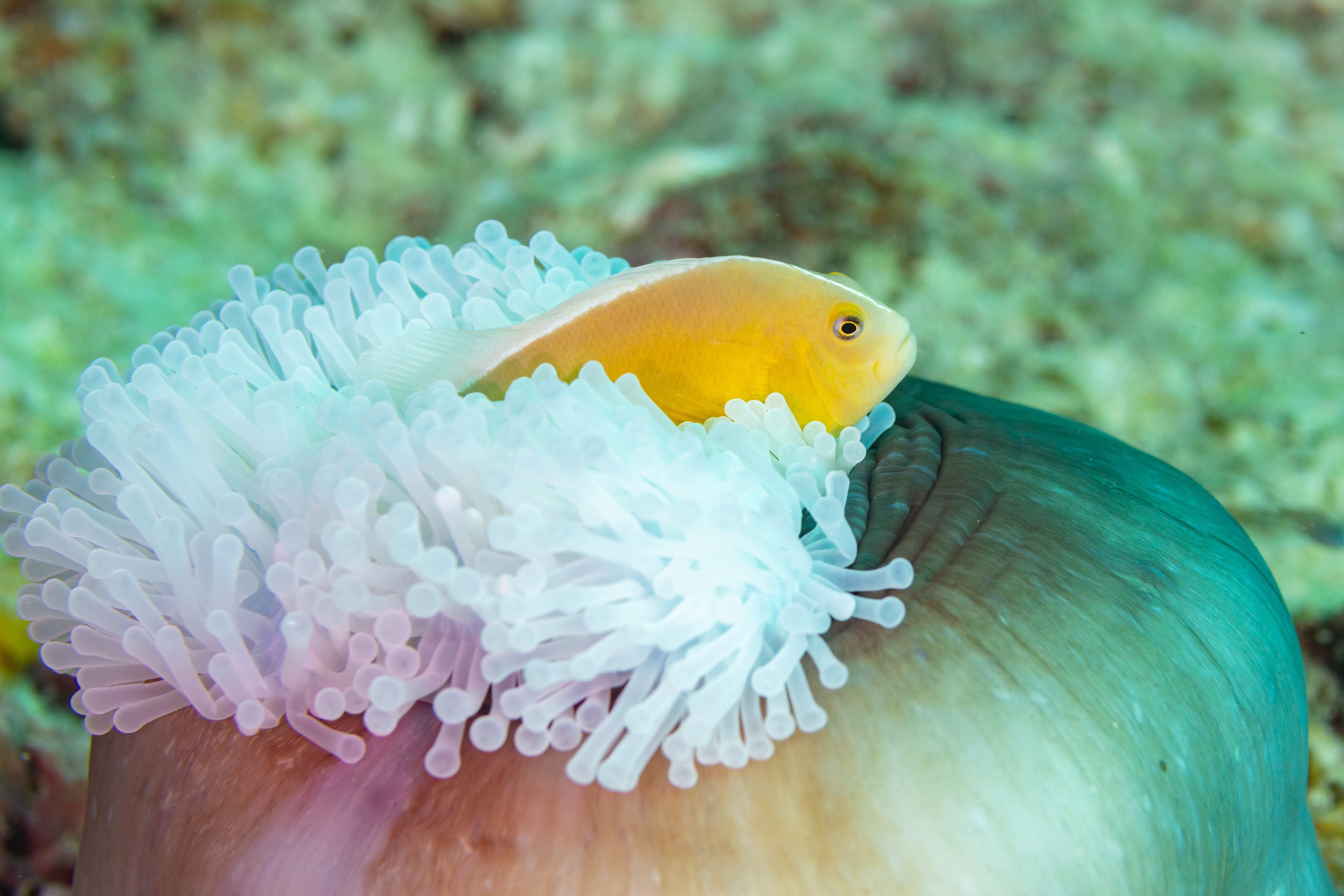
A. akallopisos en su anémona Heteractis magnifica.

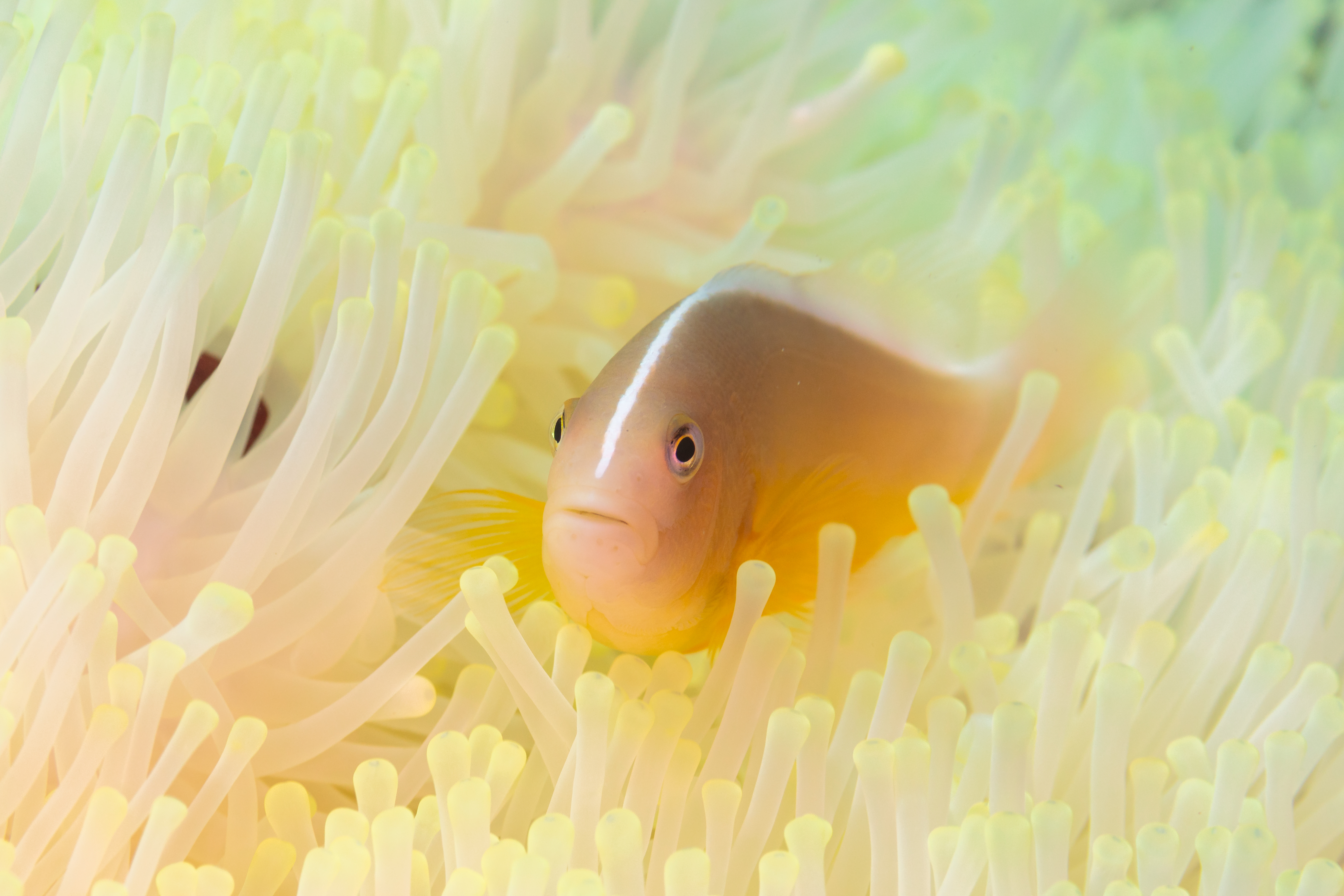
Primer plano.

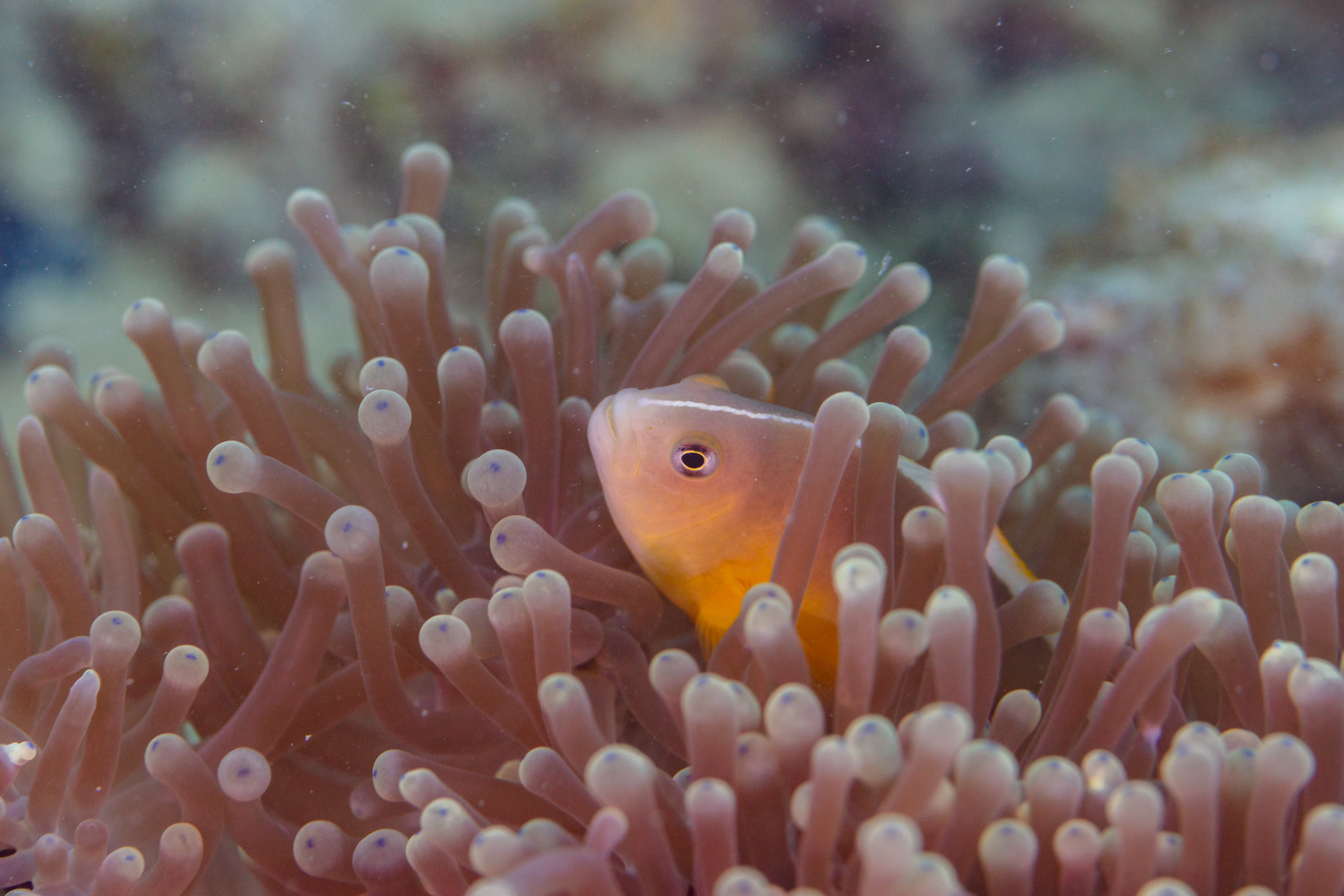
Ejemplar en Zanzíbar, Tanzania.

El pez payaso zorrillo (Amphiprion akallopisos) es una especie de peces de la familia Pomacentridae en el orden de los Perciformes.

## Morfología
La coloración general es naranja claro, y, en ocasiones, en el lomo mezclándose con un tono rosado, y tiene una raya blanca estrecha desde la cabeza hasta el pedúnculo caudal, pero sin tocar los labios. Las aletas dorsal y caudal son blancas.
Cuenta con 8-9 espinas y 17-20 radios blandos dorsales, 2 espinas y 13-14 radios blandos anales, y 16-18 radios blandos pectorales.
Las hembras pueden llegar a alcanzar los 11 cm de longitud total.

## Reproducción
Es hermafrodita protándrico, esto significa que todos los alevines son machos, y que tienen la facultad de convertirse en hembras, cuando la situación jerárquica en el grupo lo permite, siendo el ejemplar mayor del clan el que se convierte en la hembra dominante, ya que se organizan en matriarcados. Su género es algo fácil de identificar, ya que la hembra, teóricamente es la más grande del clan. Cuando ésta muere, el pequeño macho dominante, habiendo alcanzado los 7,5 cm de longitud, se convierte en una hembra, completándose el cambio de sexo en 63 días. En cualquier caso, son monógamos.
Son desovadores bénticos. La reproducción se produce en cuanto comienza a elevarse la temperatura del agua, aunque, como habitan en aguas tropicales, se pueden reproducir casi todo el año. El macho prepara el lugar de la puesta, espera a que la hembra fije los huevos allí y los fertiliza. Posteriormente, agita sus aletas periódicamente para oxigenar los embriones, y elimina los que están en mal estado. Cuando los alevines se liberan no reciben atención alguna de sus padres.

## Alimentación
Se alimentan de algas marinas, invertebrados bentónicos, y zooplancton.

## Hábitat y comportamiento
Vive en zonas de clima tropical, asociado a arrecifes, y entre 3-25 m de profundidad, aunque se reportan hasta los 33 metros de profundidad. Se encuentran en hábitats interiores soleados y, en ocasiones, en zonas de fuertes corrientes.
Se asocia, en relación mutualista, con las anémonas Heteractis magnifica y Stichodactyla mertensii.

## Distribución geográfica
Se encuentra en el África Oriental, Madagascar, Comoros, Seychelles, el Mar de Andaman, Sumatra e islas Seribu (Mar de Java ).
Está presente en la isla de Andamán (India), Birmania, Comoros, Indonesia, Kenia, Madagascar, Malasia, Mozambique, Seychelles, Somalia, Sudáfrica, Tailandia y Tanzania.

## Observaciones
Puede ser criado en cautividad. Amphiprion akallopisos puede convivir con otras especies del género Amphiprion.